# حجم الصف

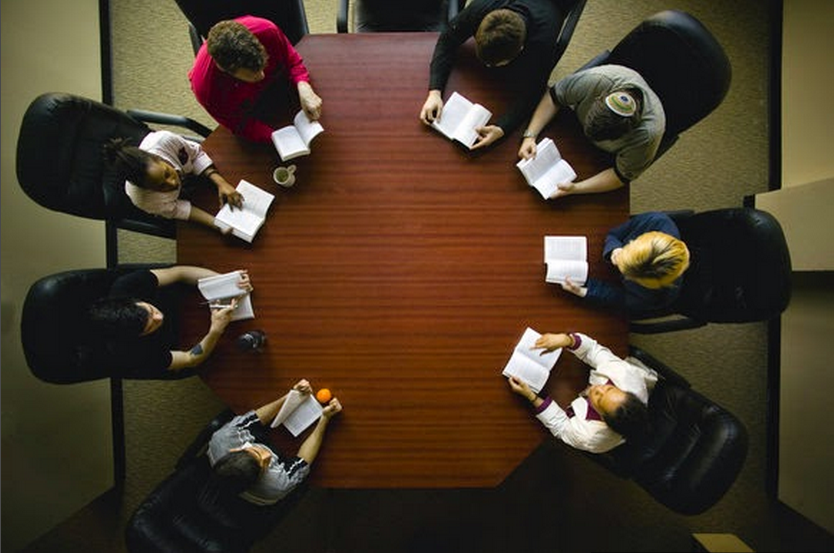
طلاب في فصل بكلية شيمر.

يشير  حجم الصف إلى عدد الطلاب الذين يواجههم المعلم خلال فترة معينة من التدريس.تظهر عشرات الدراسات حول الحد من حجم الطبقة تأثيرها الإيجابي على أداء الطلاب، على الرغم من أن عددًا أقل من الدراسات يحاول التشكيك في العلاقة بين حجم الصف وتعلم الطلاب.

## القياسات والتعاريف
لقد درس بعض الباحثين وصانعي السياسات تأثيرات حجم الطبقة باستخدام نسبة الطلاب إلى المدرسين (أو نسبة عكسها ذات الصلة، ونسبة تلميذ المعلمين)، ولكن لم يتم التقاط حجم الصف بدقة بواسطة هذا المقياس. وكما يشرح مايكل بوزر وسيسيليا روس في «التنوع داخل المدرسة في حجم الفصل: الأنماط والتداعيات»، فإن نسبة الطلاب إلى المعلمين تعطي رؤية غير دقيقة لحجم الفصل لأن المعلمين قد يكونوا موزعين بشكل غير متساو عبر الفصول الدراسية.
بعض المعلمين لديهم أحمال دورة تدريبية خفيفة حيث يتم تعيينهم لقضاء معظم أو كل وقتهم في تدريب معلمين آخرين. ومع ذلك، فإن هؤلاء المدربين سيأخذون في الاعتبار نسبة الطلاب إلى المدرسين. في الصفوف الأخرى - على سبيل المثال، فئة التضمين مع طلاب التعليم الخاص- يمكن أن يقوم مدرسان بتدريس فصل مشترك من أربعة وثلاثين طالبًا. على الرغم من أن نسبة الطلاب إلى المدرسين تصف حجم هذا الصف في السابعة عشر، إلا أن هؤلاء المعلمين يستمرون في مواجهة أربعة وثلاثين طالبًا أثناء التدريس. بشكل عام، سيكون متوسط حجم الفصل أكبر من نسبة الطالب إلى المدرس في أي وقت تقوم فيه المدرسة بتعيين أكثر من معلم واحد لبعض الفصول الدراسية.في الأحياء الفقيرة والحضرية، حيث تسجل المدارس أعدادًا أكبر من الطلاب الذين يحتاجون إلى تعليم متخصص، فإن نسب الطلاب إلى المعلمين ستكون بالتالي مقاييس غير دقيقة لحجم الفصل.
على الرغم من أن نسبة الطلاب إلى المعلمين لا تقيس حجم الفصل، إلا أن بعض الدراسات والاستطلاعات المهمة استخدمت نسبة الطلاب إلى المدرسين كممثل لحجم الفصل الدراسي. في الواقع، يشير بعض منتقدي تخفيض حجم الطبقة، بما في ذلك ديفيد مالكوم وجولياث مالكولم جلادويل، إلى دراسة قام بها عام 1986 إيريك هانوشيك، «اقتصاديات التعليم: الإنتاج والكفاءة في المدارس العامة»، والتي تعتمد على مراجعة أدبية للبيانات المتعلقة بالطلاب والمدرسين.

## حجم الطبقة من عبر التاريخ
في مطلع القرن العشرين، أوضح الفيلسوف والنظري التعليمي جون ديوي أنه في مدرسته المثالية، يجب أن تكون أحجام الصفوف صغيرة جدًا. «لأغراض الراحة»، ينقسم الأطفال إلى مجموعات صغيرة من ثمانية إلى اثني عشر وفقاً لنوع العمل وعمر الأطفال. من المتوقع أن يلفت المعلم الانتباه إلى الصلاحيات المحددة وأوجه القصور لكل طفل، بحيث يتم إخراج القدرات الفردية، وجعل القيود الفردية جيدة.

## تنظيم حجم الطبقة
وقد اعتمدت ست وثلاثون ولاية أحكامًا تتطلب خفض حجم الفصل. قد تحدد هذه القوانين الحدود القصوى لأحجام الفصول، أو نسبة الطلاب إلى المدرسين على مستوى المدرسة، أو متوسط حجم الفصل في صف واحد أو أكثر. وقد خففت عدة ولايات من تلك المتطلبات منذ عام 2008. وقد تم تأسيس الحد الأقصى لحجم الطبقة في فلوريدا على مدى عدة سنوات، ردا على استفتاء عام في عام 2002 عدل دستور الولاية. يبلغ متوسط حجم الفصل في جميع أنحاء الولاية 15.46 طالبًا لكل صف في الصفوف السابقة للصف الثالث، و 17.75 في الصفوف 4-8، و 19.01 في المدرسة الثانوية. بعض المدن تنظم حجم الطبقة كذلك.